# Johnny Briceño
Juan Antonio Briceño, thường được gọi là Johnny Briceño (sinh ngày 17 tháng 7 năm 1960), là một chính trị gia người Belize, người đã giữ chức thủ tướng Belize kể từ ngày 12 tháng 11 năm 2020 và là lãnh đạo của Đảng Thống nhất Nhân dân từ năm 2016. Ông là Lãnh đạo của Phe đối lập từ năm 2008 đến năm 2011 và từ năm 2016 đến năm 2020. Từ năm 1998 đến năm 2007, ông giữ chức Phó Thủ tướng dưới thời Thủ tướng Said Musa.

## Thời trẻ
Briceño sinh ra ở Orange Walk Town vào ngày 17 tháng 7 năm 1960. Cha của ông, Elijio Joe Briceño (1938-2016), là Chủ tịch Hiệp hội Nông dân Mía đường Belize, và sau đó là Bộ trưởng Bộ Năng lượng và Truyền thông.
Briceño tốt nghiệp Đại học Muffles năm 1978. Ông có bằng cao đẳng về quản trị kinh doanh tại Trường Cao đẳng St. John's vào năm 1980, và bằng cử nhân về quản trị kinh doanh của Đại học Texas tại Austin năm 1985.
Năm 1990, Briceño và anh trai Jaime  thành lập Centaur Communications, một nhà cung cấp dịch vụ truyền hình cáp, sau này phân nhánh sang dịch vụ Internet, tin tức truyền hình và đài phát thanh.

### Thủ tướng Belize (2020 – nay)
Vào ngày 11 tháng 11 năm 2020, Đảng Thống nhất Nhân dân, do Briceño lãnh đạo, đã giành được chính quyền trong Tổng tuyển cử 2020, đánh bại Đảng Dân chủ Thống nhất, dẫn đầu bởi Patrick Faber. Ông nhậm chức Thủ tướng Belize vào ngày 12 tháng 11 năm 2020. Ông là Thủ tướng đầu tiên không đến từ Thành phố Belize.